# Terzaga
Terzaga es un municipio y localidad española de la provincia de Guadalajara, en la comunidad autónoma de Castilla-La Mancha. Situado al sur de la comarca del Señorío de Molina, dentro de la Sexma de la Sierra a una altitud de unos 1179 m sobre el nivel del mar, pertenece al parque natural del Alto Tajo y al Geoparque de la Comarca Molina-Alto Tajo. En su término municipal, que cuenta con una población de 20 habitantes (INE 2024), se encuentra el caserío deshabitado y en ruinas de Terzaguilla. Es una de las localidades por las que transcurre la ruta de las Tres Taifas del Camino del Cid.

## Geografía
De Guadalajara capital le separa una distancia de 159 km, de Teruel 97 km, de Cuenca 109 km y de Madrid 224 km. 

### Clima
El clima es mediterráneo continentalizado con inviernos muy fríos donde las temperaturas bajan de los -15 °C y veranos cálidos donde por el día se pueden superar los 30 °C. La temperatura media anual en Terzaga es de 9.8 °C. La precipitación anual es de 519 mm. Llueve durante todas las estaciones aunque de forma moderada y desde finales de octubre hasta mayo pueden darse precipitaciones también en forma de nieve. Está dentro del "Triángulo de hielo" (Teruel, Calamocha y Molina de Aragón), el polo del frío español, donde se registran las temperaturas extremas más bajas cada invierno.

### Flora
Abundan los sabinares, encinares y pinares, con gran presencia de sabinas albares, y pinos, tanto silvestres como negrales y rodenos. Destaca también la presencia de quejigales, melojares y rebollares, además de gran presencia de endrinas, boletus y níscalos (llamados mizcles en la zona).

### Fauna
Existe una gran variedad de especies, entre las que proliferan ciervos, gamos, corzos, jabalíes, buitres leonados, cernícalos, gavilanes, azores, águilas perdiceras, halcones peregrinos, perdices, varias especies de búhos, zorros, gatos monteses, murciélagos, tejones, nutrias y comadrejas, entre otros. En el río Cabrillas también encontramos truchas y cangrejos.

## Historia
Por su situación geográfica y vestigios arqueológicos, se cree que Terzaga ya existía como asentamiento en la época de los celtíberos, de los cuales han llegado hasta nuestros días importantes restos de un castro. Etimológicamente el nombre proviene de la época romana, e igual que Tierzo y Terzaguilla, se relaciona con un miliario, piedra que indicaba la distancia entre poblaciones y se colocaba en las calzadas romanas. En el siglo V con la repartición de tierras de la Tertia Romanorum, Terzaga pasó a estar bajo dominio visigodo, pueblo que inició la cristianización de este territorio. 
En los años de la conquista musulmana, los bereberes controlaron las tierras de Molina y se referían a Terzaga con el nombre de Tercage, con el significado de sabinar. 
Probablemente en Terzaga hubo un castillo fortaleza árabe ubicado, según la tradición oral, en la Peña del Moro. También quedan restos de torres de vigilancia y en los manantiales de Fuentejimena aparecieron fragmentos cerámicos islámicos. El topónimo de este último paraje tiene reminiscencias cidianas. Por aquí debió pasar Rodrigo Diaz de Vivar, el Cid Campeador, en su viaje de Burgos a Valencia en el siglo XI. Fue este personaje histórico quien bautizó como Fuentejimena (en honor a su mujer) esa fuente en un paraje próximo al antiguo castro celtibérico, aún sin excavar. 
Con la reconquista del Sistema Ibérico, nace el Señorío de Molina entre 1139 y 1141. Castellanos, riojanos, occitanos, navarros y alaveses repoblaron entonces la comarca, organizando las aldeas en sexmas -un sistema que se ha mantenido hasta la actualidad- para determinar el reparto de los impuestos y defender los intereses de la población frente a los señores. Terzaga pertenece a la Sexma de la Sierra.
Con el nombre Tercage y Tercegüela, el municipio aparece en algunos documentos del Señorío de Molina del siglo XII siempre en relación con sus salinas, que fueron muy importantes durante la Edad Media. El conde D. Pedro Manrique de Lara las cedió al monasterio de Santa María de Huerta y luego la quinta señora doña Blanca, en su testamento de 1293, las donó a su caballero Juan Fernández. En el siglo XIV, cuando el Señorío se entregó al rey Pedro IV de Aragón, este se las legó a su cortesano García de Vera. Pasaron poco después al mayorazgo molinés de los Mendozas de Molina, condes de Priego, a partir del siglo XV.
Según la tradición se venera a la Virgen del Amor desde el siglo XIII cuando reinaba Fernando IV el Emplazado [1295-1312]. De la ermita original, situada en un paraje de sabinas y chaparros cercano al pueblo, se conservan aún las ruinas. Serían los mozárabes (población cristiana en un territorio con fuerte influencia islámica) quienes iniciaron la advocación a la Virgen del Amor. Durante siglos, los habitantes de siete pueblos de la comarca (Terzaga, Pinilla, Torremochuela, Otilla, Megina, Traíd y Tierzo) iban en procesión penitencial a esta ermita con piedras en los bolsillos que soltaban en el borde del camino haciendo montones cuando se veían liberados. Aún se aprecian hoy las siete veredas de cada una de las localidades que confluían en la ermita, que tenía santero, tierras y rentería. La talla románica se trasladó desde ese emplazamiento hasta la iglesia parroquial a comienzos del siglo XIX y es el primer sábado de junio cuando se celebra su festividad. La talla también sale en procesión cada 15 de agosto en las fiestas en honor a la Asunción de María.
Terzaga, al igual que toda la comarca, formaba parte de Castilla la Nueva. Concretamente el Señorío estaba en la que se denominaba como la Extremadura Castellana, territorio de frontera con las tierras árabes y el Reino de Aragón durante la Reconquista. A partir del siglo XV la unión de los Reinos de Castilla y Aragón abrió una época de bonanza económica en la Tierra de Molina basada en la ganadería ovina y el comercio de lana que se prolongó hasta mediados del siglo XVIII.
En este sentido, Terzaga siempre ha vivido de la agricultura (cultivo de cereal) y la ganadería (principalmente ovina y bovina). Los extremos inviernos obligaban a practicar la trashumancia, trasladando los rebaños por la cañada Conquense hasta Sierra Morena. De allí proviene la devoción a la Virgen de la Cabeza, de cuyo culto en Andújar existen pruebas documentales desde el siglo XIII. A partir del siglo XVI, aumentó el número de pastores trashumantes de muchas zonas de España que participaba en romería andaluza que se celebraba a finales de abril. La devoción fue creciendo y muchos al regresar a sus lugares de origen construían en sus pueblos ermitas homólogas al santuario de Andújar y organizaban fiestas en honor a la Virgen de la Cabeza. Fue así como se inició este culto en Terzaga. Aunque se desconoce la fecha exacta de edificación de la ermita de estilo barroco, ubicada en un altiplano a 1300 m de altura cercano al pueblo, es muy probable que se levantara entre los siglos XVII y XVIII. Se dice que una familia ganadera de la época costeó la construcción y que legó su mantenimiento a la autoridad civil.
La ermita se edificó al lado de la cañada que seguían los pastores camino del sur, en un cerro donde las ovejas sesteaban al volver de la trashumancia en el verano. Curiosamente, la imagen que guarda la ermita de Terzaga no tiene relación con la original de Andújar. En cambio, sí que se mantienen los rituales: peregrinación por el camino, petición de protección a las familias, presentación de niños nacidos cuando había pasado el otoño e invierno lejos de casa que son subidos a las andas de la Virgen. El primer domingo de junio (época en que los pastores regresaban a casa para pasar el verano) tiene lugar la romería hasta la ermita. De esta relación con Andalucía y la Mancha han llegado hasta nuestros días influencias en el habla y toponimia de Terzaga y otros pueblos de la zona.

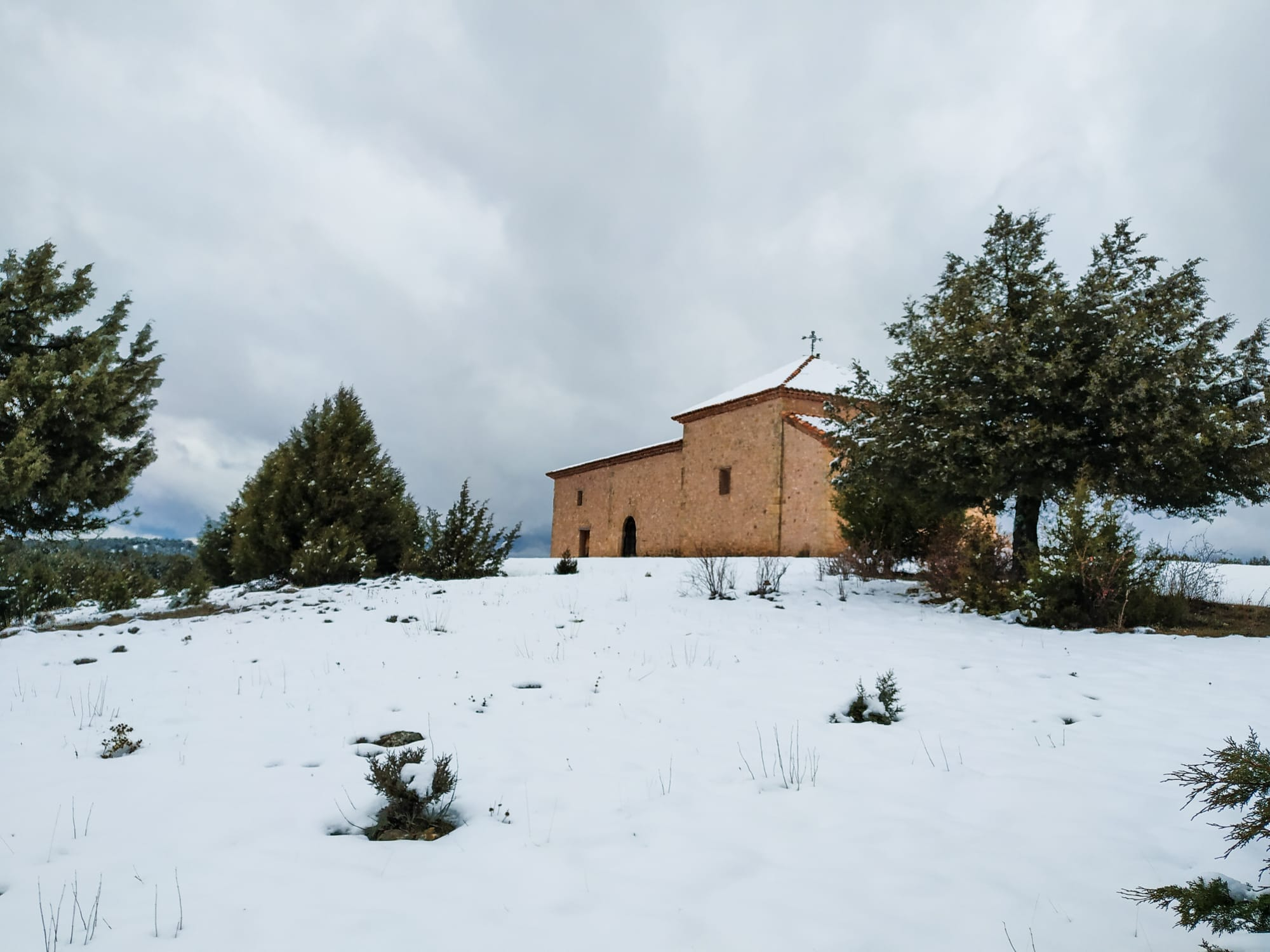
Vista nevada de la ermita de la Virgen de la Cabeza, legado de la trashumancia en la localidad

El siglo XVIII, bajo el reinado de Carlos III, fue el de mayor desarrollo de Terzaga gracias a la acción de dos de sus hijos más ilustres: Victoriano López Gonzalo (1735-1805), obispo de Tortosa y Cartagena, y Francisco Fabián y Fuero (1719-1801), obispo de Puebla de los Ángeles (México) y arzobispo de Valencia. A este último clérigo ilustrado y filántropo se debe la construcción de la iglesia de Terzaga. También dotó al pueblo de maestra para la enseñanza de las niñas. Hizo una fuente, habilitó un camino, levantó la torre con reloj del Ayuntamiento y compró casa para el maestro. 
La Tierra de Molina siempre tuvo mucha relación con Cuenca, siendo representada por esta ciudad en las Cortes de Castilla. Posteriormente, en época moderna la comarca entera formo parte de la Intendencia de Cuenca y, posteriormente, de su provincia. En 1833 con la reforma territorial liberal pasó a formar parte de la provincia de Guadalajara, hasta nuestros días, ciudad con la que había tenido poca relación a lo largo de la historia. Terzaga destacó dentro de la comarca por pasar por allí el camino que conectaba Molina de Aragón con Cuenca, la capital de la provincia.
Según Pascual Madoz, en 1850 Terzaga contaba con 190 almas que vivían de la actividad agrícola y ganadera. Así lo describía en su Diccionario geográfico-estadístico-histórico de España y sus posesiones de Ultramar: "Situada en un valle con buena ventilación y clima sano, tiene 57 casas, la consistorial, escuela de instrucción primaria, fuente de buenas aguas y una iglesia parroquial matriz de la de Terzaguilla".
En el siglo XIX, las guerras carlistas se hicieron notar en la Tierra de Molina, por su cercanía a Madrid y su enclave estratégico como zona de paso hacia Barcelona y Valencia. Terzaga acogió algunos destacamentos y vivió algunas escaramuzas bélicas durante esta etapa.

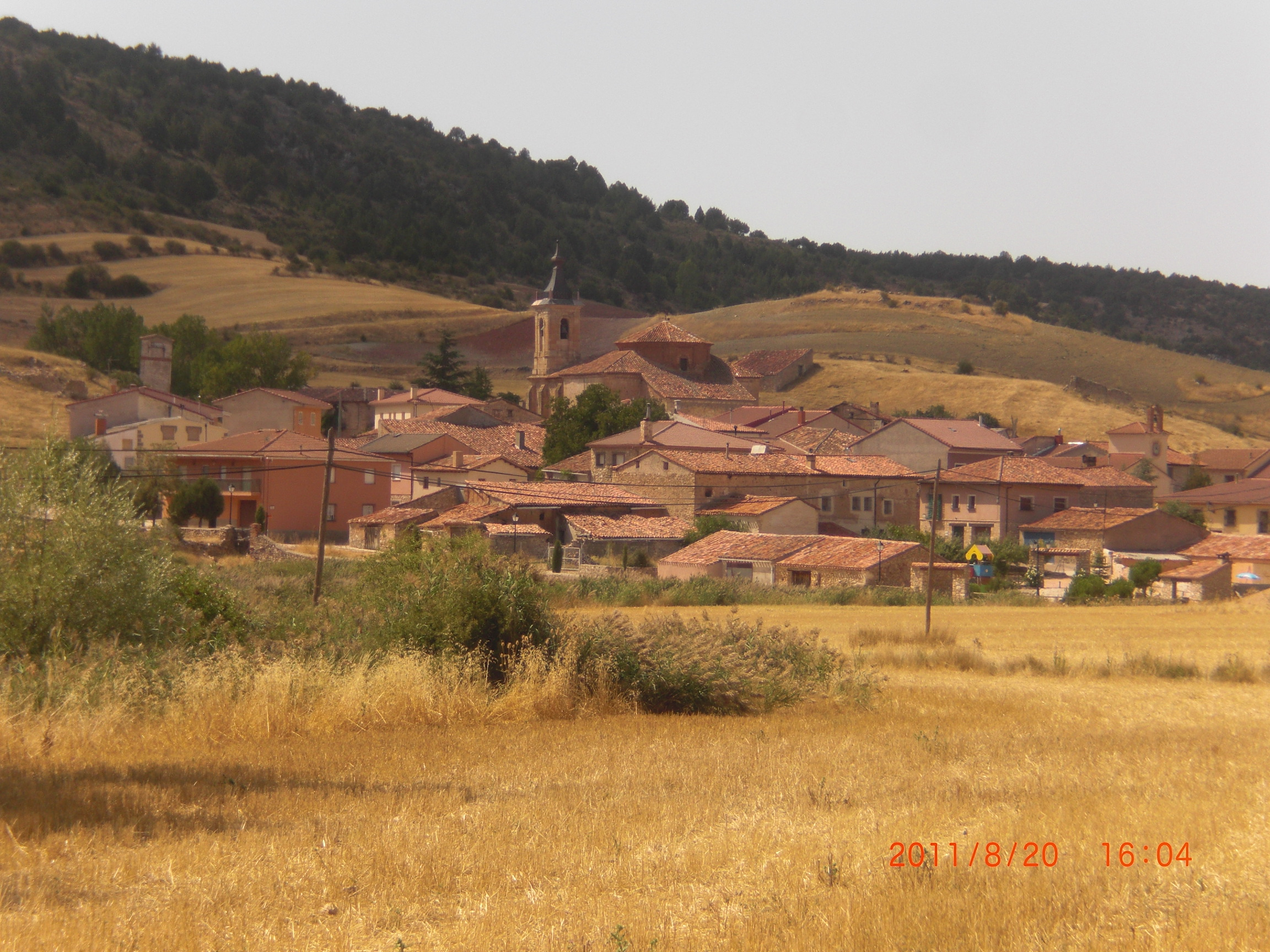
Vista de la localidad en el

Un siglo después se repetiría un escenario similar durante la guerra civil en el que Terzaga y otros pueblos de la comarca vivieron el paso de patrullas militares hacia los frentes más próximos a Madrid. En el pueblo se tuvo que dar alojamiento en las casas de los particulares a las tropas que pasaron camino al frente como, por ejemplo, a las tropas africanas del bando nacional.
Terzaga siguió el mismo patrón de las sociedades rurales de la época que subsistían de forma autárquica, explotando la tierra por medios tradicionales para consumo propio y comercializando los escasos excedentes. En los años 1960 comenzó el éxodo rural hacia las ciudades, originando el problema de despoblación en toda la comarca de Molina que se mantiene hasta hoy y que la sitúa como una de las zonas con menor densidad de población de toda Europa. Muchos terzagutos emigraron hacia Madrid, Barcelona, Zaragoza, Valencia y Guadalajara, entre otras ciudades, aunque siguen manteniendo un fuerte vínculo con su lugar de nacimiento.

## Demografía
Terzaga cuenta con una población de 20 habitantes (INE 2024).
| Gráfica de evolución demográfica de Terzaga entre 1842 y 2021                                                       |
| |
| Población de derecho según los censos de población del INE Población de hecho según los censos de población del INE |

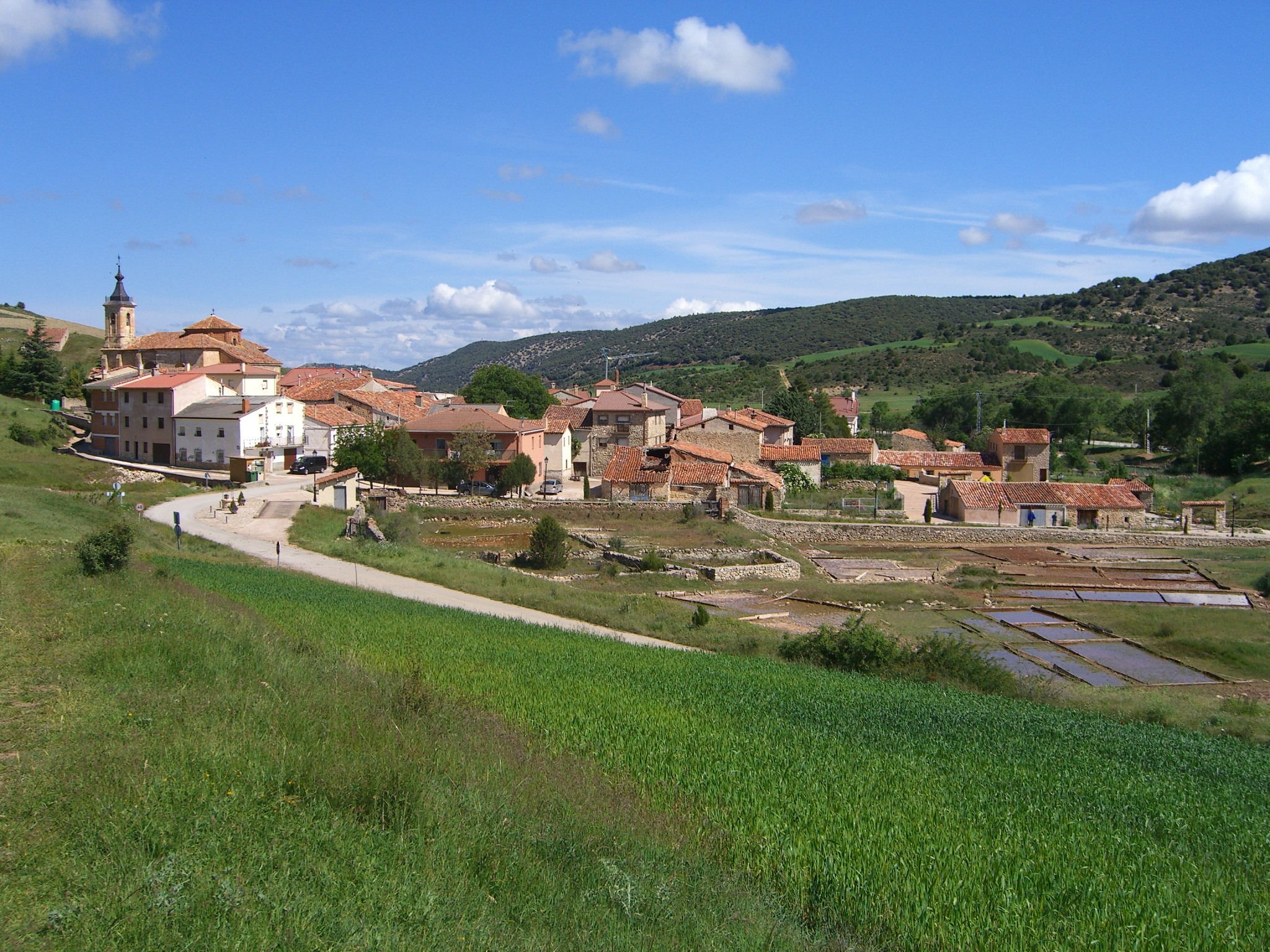
Terzaga

El común denominador en la zona del Alto Tajo es la baja densidad de población (0,8 hab/km²). En este sentido, Terzaga, como toda la comarca, se encuadra en el mapa de la despoblación dado a conocer por la Serranía Celtibérica y es un claro ejemplo de la España vaciada. El municipio tiene una superficie de 33,81 km² con una población de 19 habitantes (INE 2023).
| 27            | 26 | 22 | 19 | 23 | 22 | 23 | 22 | 20 | 20 | 19 |
| (Fuente: INE) |    |    |    |    |    |    |    |    |    |    |

## Economía
Su principal actividad económica es la agricultura (cultivo de cereal) y la ganadería (ovina, bovina y caprina). También generan ingresos las actividades vinculadas a la caza, la restauración, la construcción y el turismo. 

## Cultura

### Patrimonio
Iglesia Ntra Sra de La Asunción

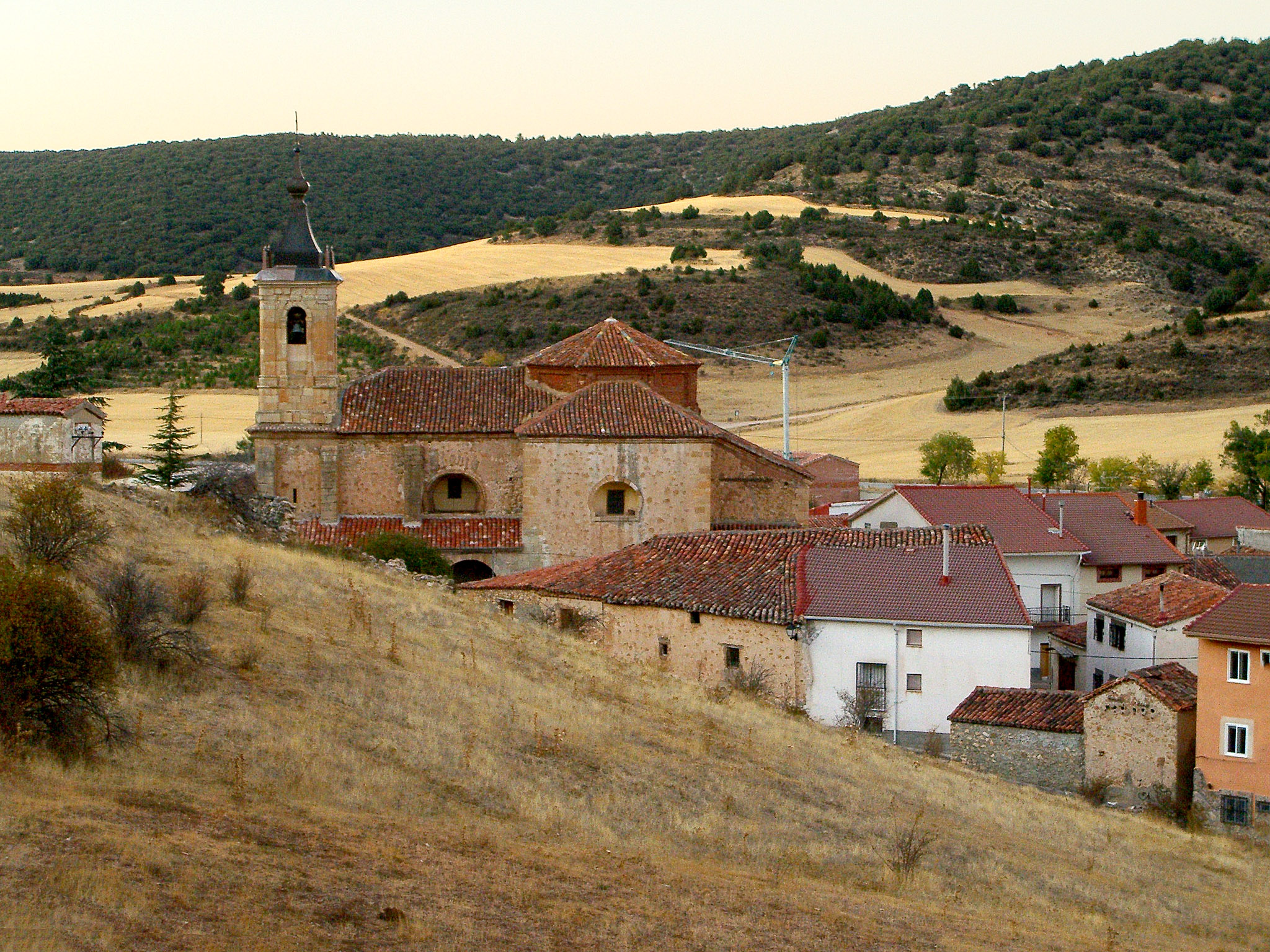
Iglesia de Terzaga

El arquitecto José Martín de Aldehuela, el "Borromini español", la construyó entre 1772 y 1778. El templo es uno de los pocos ejemplos de Rococó español. La encargó y pagó el entonces arzobispo de Valencia, Francisco Fabián y Fuero, natural de Terzaga. Tiene una torre campanario coronada con un chapitel de principios del siglo XX, muy similar al Giraldo de Molina de Aragón. La portada procede de una iglesia anterior del siglo XVII. Cuenta con una sola nave de esbeltas y simétricas proporciones y sobre el crucero, una linterna octogonal de ladrillo. Sorprende la belleza de su decoración interior con motivos ornamentales en escayola, múltiples efectos lumínicos a partir de los óculos, los lunetos y ventanales diversos, hornacinas, cornisas, líneas curvas y abovedamientos. Son interesantes los retablos que conserva. El principal con una talla de la Asunción. Esta iglesia era matriz de la de Terzaguilla, aparecida en algunos documentos como Nuestra Señora de la Leche. En verano de 1996, gracias a la colaboración de todo el pueblo, se reacondicionó el interior del templo. En 2010 se restauró el tejado, la fachada y el atrio exterior. En 2025, gracias a un convenio entre la Diputación de Guadalajara y el Obispado de Sigüenza, se han ejecutado obras de atirantado de la estructura de hierro que conforma la cubierta central de la iglesia y rehabilitado todos los aleros, dotándolos de material impermeable, así como del chapitel de la torre. 
Casas molinesas

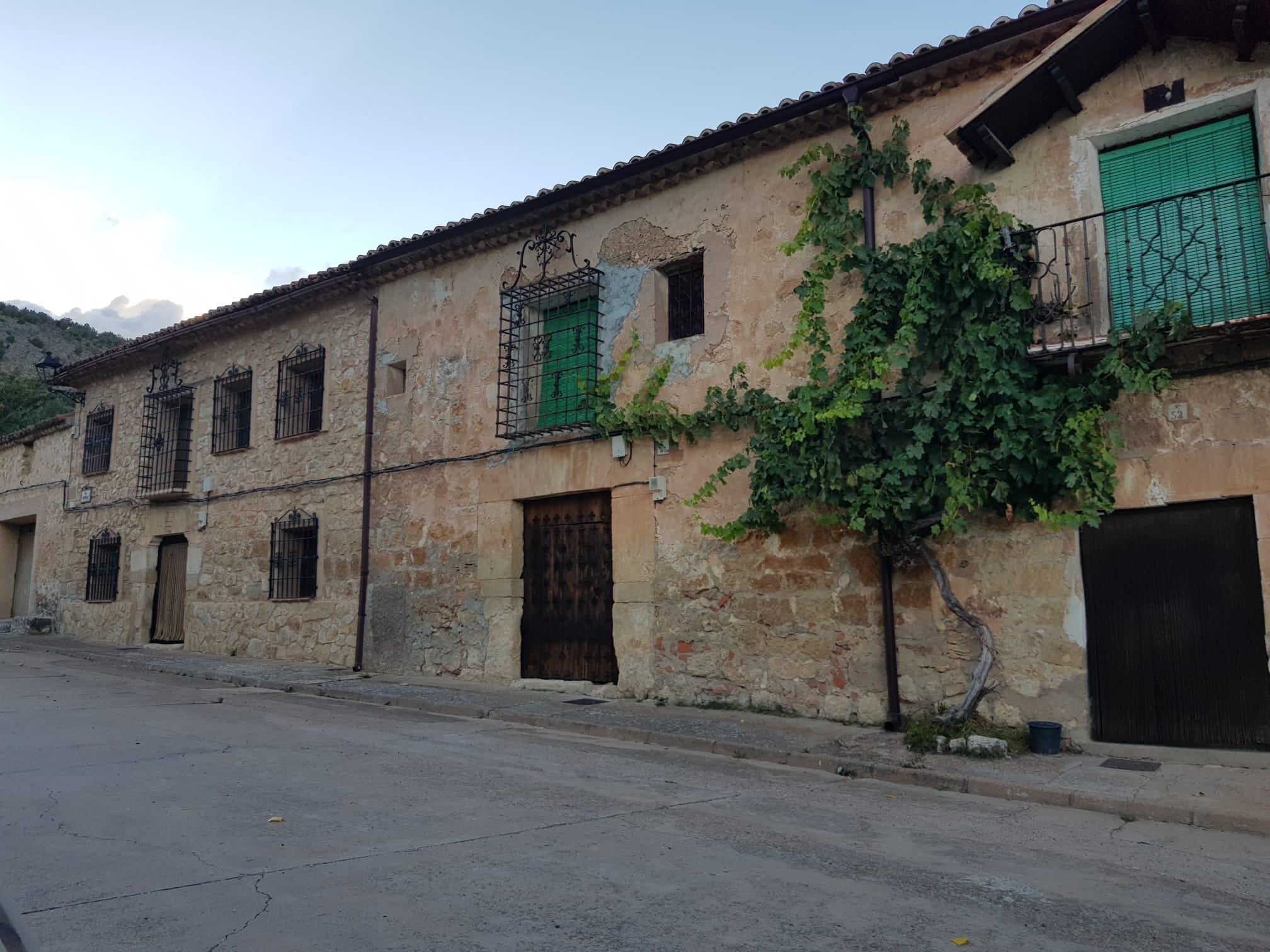
Arquitectura típica serrana

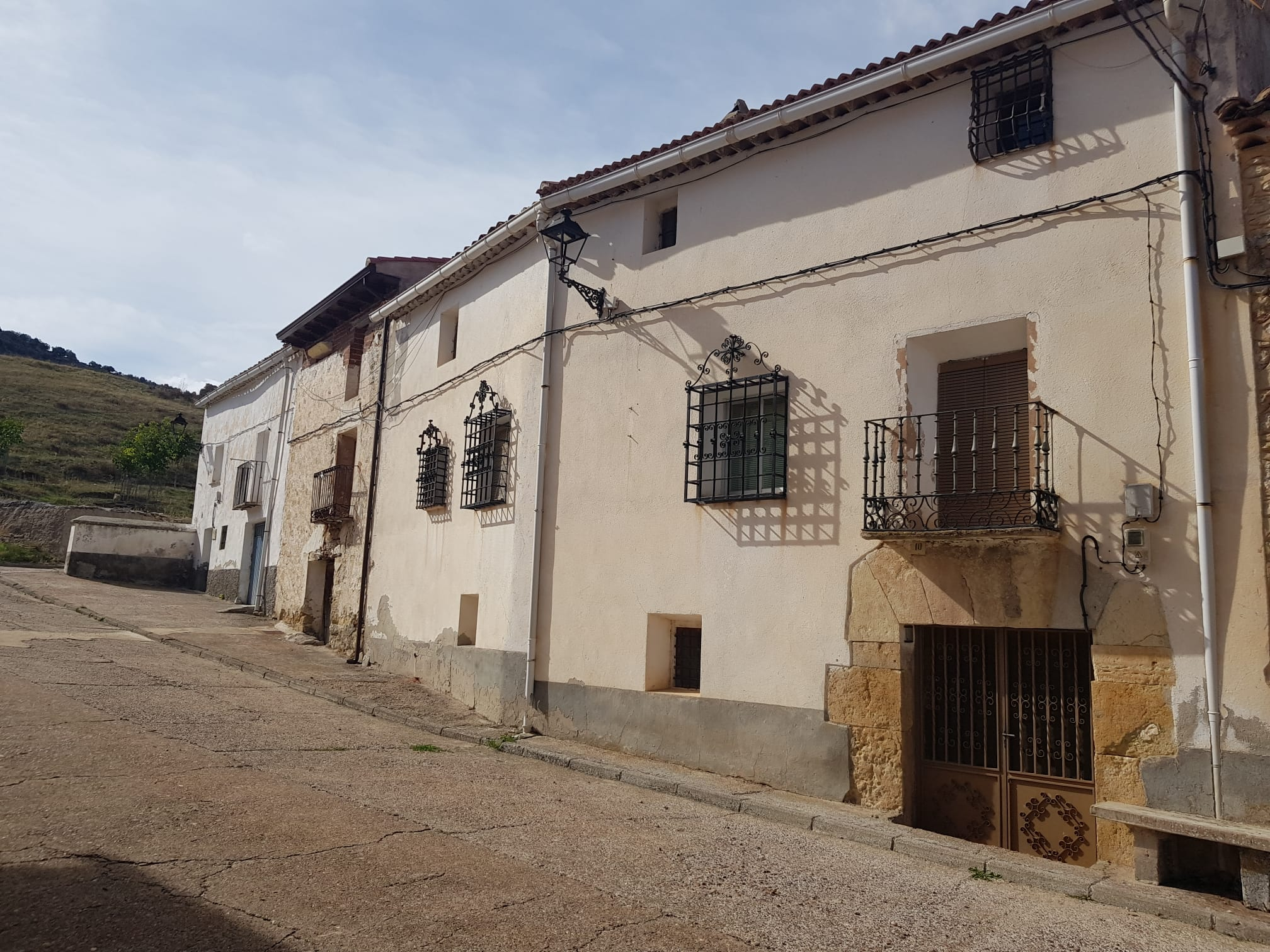
Casas con rejas típica en la ventana

Hay bastantes ejemplos de arquitectura popular, destacando las rejas y hierros en ventanas. En la Rambla (hacia las afueras del pueblo), hay una gran casona molinesa del siglo XVII con buen número de portalones, rejas, escudos, etc. En la calle Real está la llamada casa del cura con una portada de arco de medio punto del siglo XVIII con escudo en la clave.
Salinas

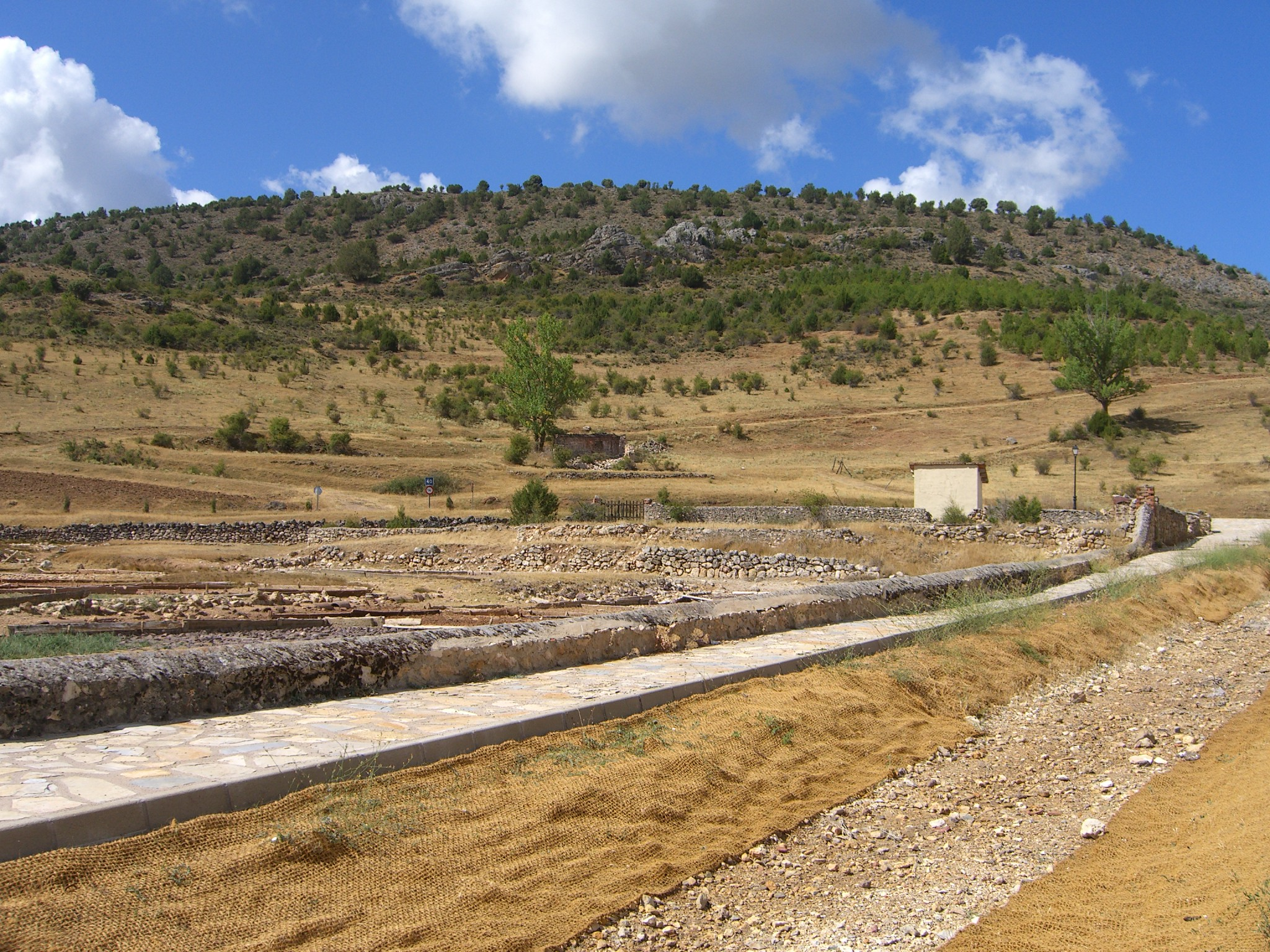
Salinas de Terzaga

Todavía se conservan los restos de una explotación de sal, muy importante en la época medieval. Entre el siglo XII y el XV estas salinas pasaron por las manos de diferentes nobles del Señorío de Molina. Situadas junto al río Bullones, en su enclave nacen aguas freáticas salinosas. La sal se obtenía al esparcir esta agua en las eras mediante canalizaciones, que luego se evaporaba por la acción del sol, dejando el cloruro de sodio sobre la superficie, listo para barrer. Se explotaron hasta mediados del siglo XX.
Ermitas
En Terzaga se encuentran dos ermitas, la de la Virgen de la Cabeza, que se remonta a comienzos del siglo XVIII y a la cual se va en romería cada año el primer domingo de junio, y la de la Virgen del Amor, documentada ya en el siglo XIII, de gran valor histórico aunque queden solamente sus ruinas. Del siglo XVIII hay constancia de una pequeña ermita llamada Nuestra Señora de la Leche ubicada en el caserío de Terzaguilla, de la cual no quedan restos hoy.
Patrimonio natural
Dado su enclave en el parque natural del Alto Tajo, a los pies de los Montes de Picaza, Terzaga destaca también por su riqueza paisajistíca y patrimonio natural. La orografía y vegetación del término municipal origina una gran cantidad de barrancos, cortados, fuentes, bosques, senderos y demás parajes dignos de visitar e idóneos para la práctica del senderismo. Por el término municipal discurren dos ríos, el Bullones y el Cabrillas, afluentes del Tajo, también cercano al pueblo. Cerca del pueblo de Terzaga se pueden visitar como parajes naturales con encanto la "Ceja" del río Cabrillas, los Castillejos, la Quebrailla, el barranco de la Virgen del Amor, la Cañada, Fuentejimena, las Majaillas, Noguera y los cerros y prados cercanos a la Muela o las Vacarizas entre otros.

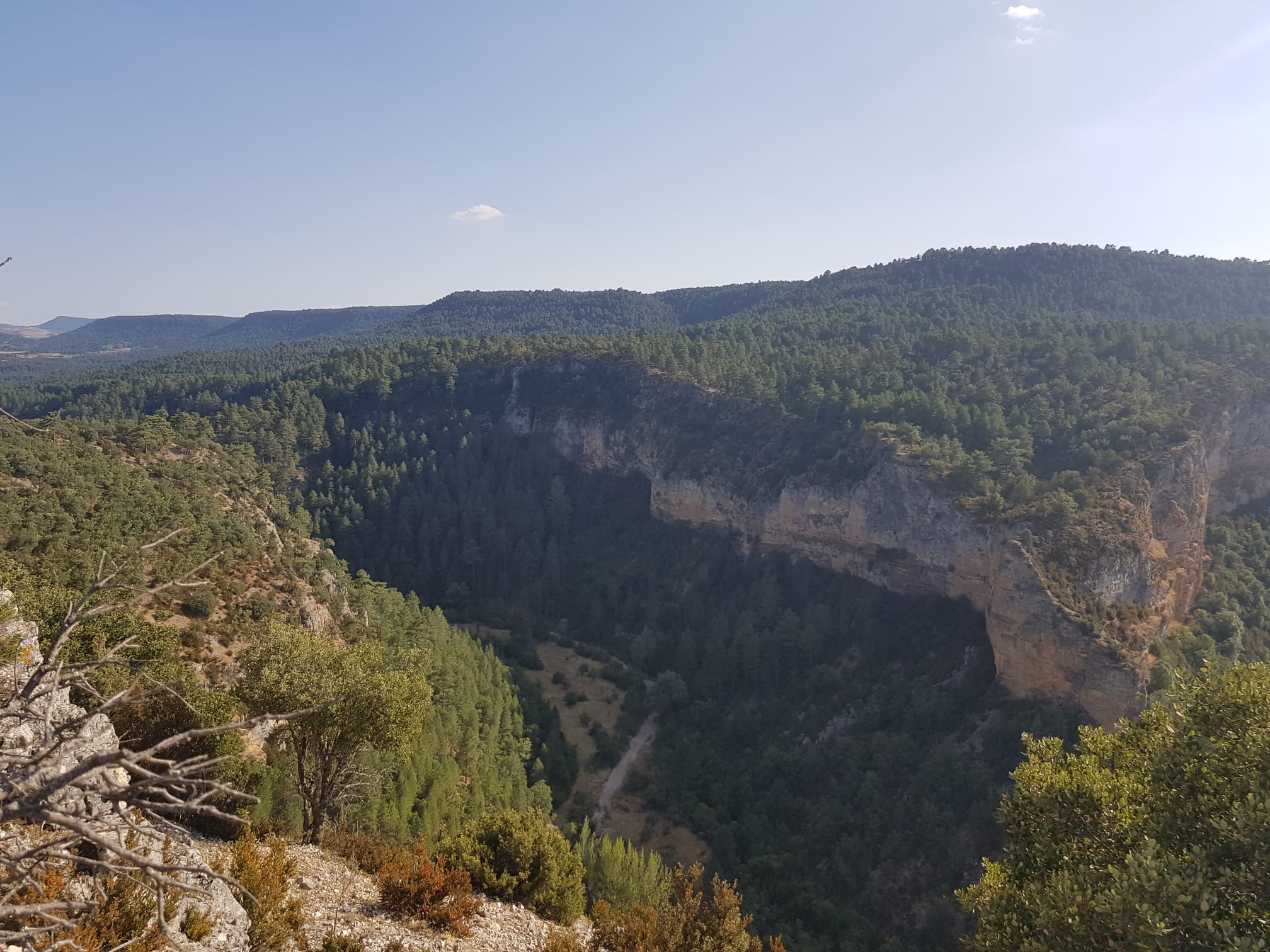
Vista desde la Ceja del río Cabrillas

### Fiestas
- Primer domingo de junio: Virgen de la Cabeza. Es una fecha señalada para los oriundos de Terzaga y para otros pueblos vecinos que se suman a la romería que parte desde el paraje de las Vacarizas. Tras la celebración litúrgica, tiene lugar la procesión con la Virgen en andas dando tres vueltas a la ermita. Al acabar se sirve un refrigerio para todos los asistentes. Antiguamente, se solía tomar chocolate caliente para cerrar la fiesta, de ahí el apodo de "chocolateros" que reciben los habitantes de Terzaga. La devoción centenaria del pueblo de Terzaga a la Virgen de la Cabeza está ligada a la trashumancia, ya que antiguamente muchas familias ganaderas llevaban sus rebaños a pasar el invierno a Sierra Morena, en los aledaños de Andújar (Jaén) y allí participaban en la romería andaluza. Esa celebración marcaba la vuelta a casa para pasar el verano. Asimismo, el primer sábado de junio se celebra en el pueblo la festividad de la Virgen del Amor con misa y procesión.
- 15 de agosto: Virgen de la Asunción. En el pasado, la fiesta mayor de Terzaga era el 8 de septiembre y estaba dedicada a la Natividad de María. Alrededor de esa fecha se solían acabar las tareas de la cosecha del campo. Ese día había misa y baile. También era tradición en las fiestas, hasta hace unos años, torear una vaca, tanto en plaza como ensogada por las calles, que finalmente se mataba y se repartía a las familias del pueblo en una comida popular. En época reciente, para facilitar la asistencia de los veraneantes, la fiesta se trasladó al 15 de agosto. Durante varios días se suceden diversas actividades: comidas y cenas populares, orquestas, charanga, oficios religiosos, competiciones deportivas y juegos infantiles.

### Música popular y tradiciones
En la noche del 30 de abril se celebraban los Mayos. Esta fiesta consistía en que los mozos salían a rondar por las calles cantándoles a las mozas "los Mayos", música con la que se pretendía ensalzar la belleza de la primavera y la de la moza rondada. A cada moza se le asignaba un mozo con el que tenía que bailar. 
Aparte de la jota serrana y las seguidillas, dentro de la música tradicional de Terzaga destaca "El baile del Pollo". Este es un baile movido, sencillo pero alegre, que se bailaba por los jóvenes y no tan jóvenes en las fiestas. La música de este baile tenía esta letra: "Pollo, pollo, pollo,/ina, ina, ina,/ el que no lo baile/ será una gallina".

### Gastronomía
La gastronomía tradicional es similar a la de muchos pueblos de interior españoles con tradición rural y ganadera. Destacan los platos de carne de cordero y cabrito, en asado o caldereta. También los productos derivados del cerdo y obtenidos de la "matanza": chorizo, morcilla de arroz, jamones, conservas de carne, tocino, etc. Es frecuente la carne de caza de ciervo, corzo, jabalí o gamo. Otra de las recetas típicas es el morteruelo, que se hace con hígado de cerdo (y a veces se le añaden otras carnes de caza menor y volatería como lomo de cerdo, pollo o gallina, conejo, etc.,), especias y pan rallado, todo ello bien machacado en un mortero para que el resultado sea una pasta.

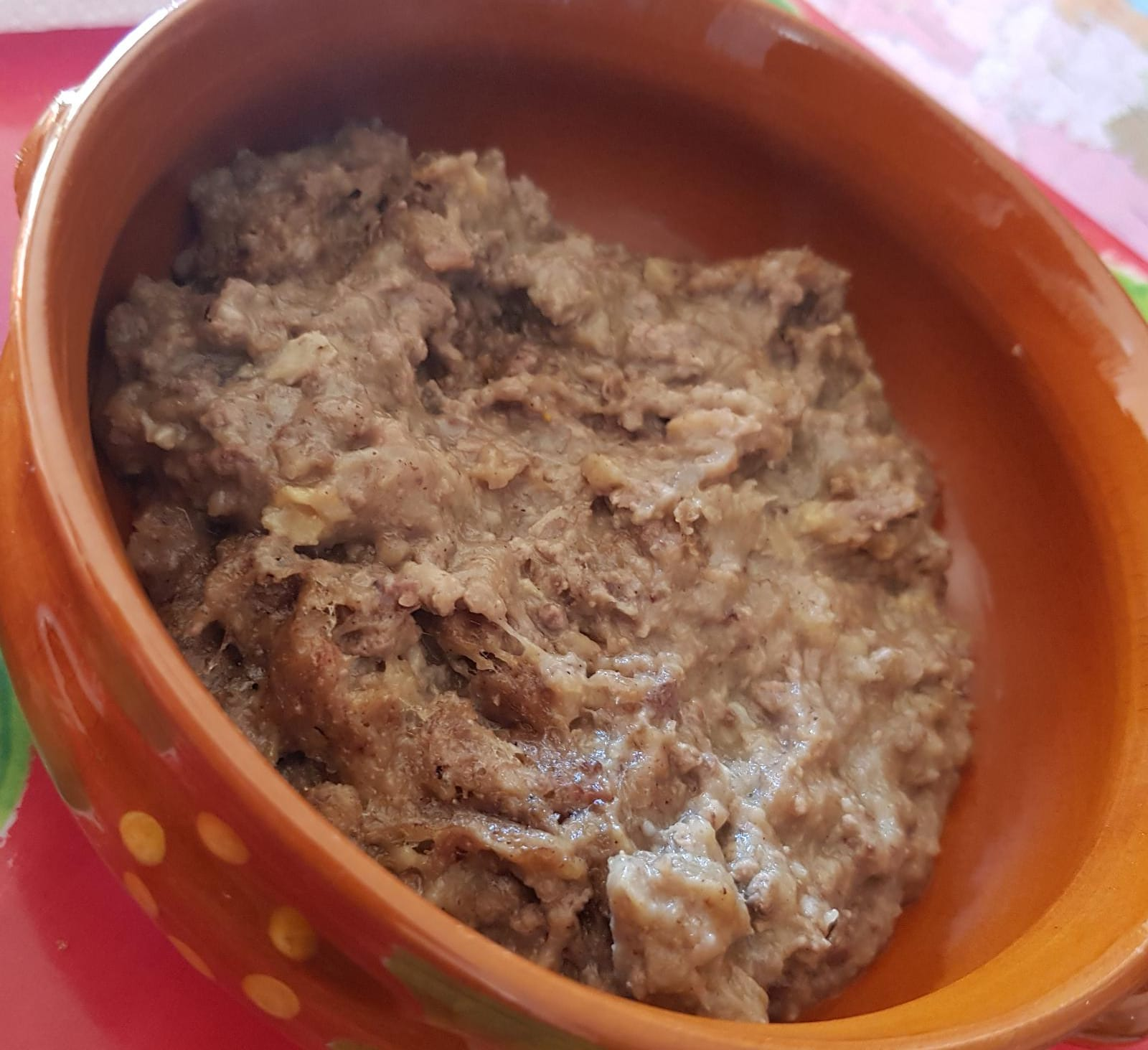
Morteruelo muy típico del Alto Tajo y la Serranía de Cuenca

En Semana Santa son típicos los huevos verdes (rellenos con perejil y con salsa a base de cebolla, pimiento y tomate), la garbanzada (garbanzá) con bacalao y tortilleja, la leche frita y las torrijas. Igual que en el resto de pueblos de la zona, son tradicionales las migas de pastor, el ajoarriero, las gachas y la sopa de ajo.